# A375 (Росія)
Автомагістраль Восток — автомобільна дорога федерального значення в Росії. Хабаровськ — Красний Яр — Аріадне — Чугуївка — Находка. Станом на 2021 рік будівництво не закінчене.[джерело?]. Довжина автомагістралі — 824 км.